# Víctor Manuel Mora
Víctor Manuel Mora García (Bogotá, 24 de noviembre de 1944) es un atleta colombiano retirado, considerado una de las figuras más representativas del atletismo de fondo y medio fondo de Colombia en la década de 1970 y 1980. Desde 2008, vive en la provincia de Quebec, Canadá, en donde labora como empleado de un estacionamiento de automóviles.

## Logros deportivos
Juegos Centroamericanos y del Caribe.
Medalla de oro 5000 m 1974
Carrera Internacional de San Silvestre de São Paulo, Sao Paulo, Brasil.
Primer Puesto 1972
Primer Puesto 1973
Primer Puesto 1975
Primer Puesto 1981
Medio Maratón de San Blas, Puerto Rico.
Primer Puesto 1972
Primer Puesto 1973
Primer Puesto 1975
Maratón de Boston, Estados Unidos.
Segundo lugar 1972

### Otros triunfos y participaciones
Representó a Colombia en los Juegos Olímpicos de Múnich en 1972 y Montreal en 1976, y en los Juegos Panamericanos de Winnipeg 1967, de Cali en 1971, de San Juan de Puerto Rico en 1979 y en Atlanta en 1983. Fue campeón bolivariano en 1973, 1975 y 1979. Fue campeón suramericano en 1967, 1969, 1971 y 1975. Fue campeón centroamericano y del Caribe en Santo Domingo, República Dominicana, en 1974.
Hizo su debut internacional en 1967, en el Campeonato Sudamericano que se llevó a cabo en Buenos Aires. En 1981 ganó las pruebas de 10.000 metros y de medio maratón en el Campeonato Nacional, y la prueba de 10.000 metros en el Campeonato Sudamericano celebrado en La Paz.
Mora consiguió los récords nacionales de 3.000(7.53 minutos), 5.000 (13.34 minutos) y 10.000 metros planos (27.55 minutos), 3.000 metros con obstáculos (8.47 minutos) y los suramericanos de 3.000, 5.000 y 10.000 metros.

## Otras participaciones
Ganador del medio maratón de San Sebastián (Venezuela), participante en el medio maratón de San Juan de Tibás (Costa Rica), maratón de Fukuoka, maratón de oro en Atenas, maratón del río Sena (París), maratón de Lille (Francia), maratón de la francofonía (París), entre otros.